# Giacomo Bonaventura
Giacomo Bonaventura, född 22 augusti 1989, är italiensk fotbollsspelare som spelar för saudiska Al-Shabab och det italienska landslaget.

## Karriär
I september 2020 värvades Bonaventura av Fiorentina, där han skrev på ett tvåårskontrakt.
Den 5 augusti 2024 värvades Bonaventura av saudiska Al-Shabab, där han skrev på ett ettårskontrakt med option på ytterligare ett år.